# سالنامه شهرستان سند
سالنامه شهرستان سند (انگلیسی: A Sand County Almanac) یک کتاب غیرداستانی در سال ۱۹۴۹ توسط بوم‌شناس آمریکایی، جنگل‌بان، و طرفدار محیط زیست، آلدو لئوپولد است. توصیف سرزمین اطراف خانه نویسنده در شهرستان ساوک، شهرستان ساوک، ویسکانسین، مجموعه مقالات از ایده لئوپولد در مورد «اخلاق سرزمین» حمایت می‌کند، یا یک رابطه مسئولانه موجود بین مردم و سرزمینی که در آن زندگی می‌کنند. این کتاب یک سال پس از مرگ لئوپولد توسط پسرش، لونا لئوپولد ویرایش و منتشر شد، این کتاب نقطه عطفی در جنبش حفاظت از محیط زیست آمریکا محسوب می‌شود.